# Mörsenbroich
Mörsenbroich est un quartier de la ville de Düsseldorf, en Allemagne. Situé au nord de la ville à quatre kilomètres du centre-ville, il compte 17 835 habitants pour 2,64 km2.

## Histoire
Jusqu'à la fin du XIXe siècle, Mörsenbroich est une zone à peine peuplée, en grande partie recouverte de forêts et de marais, avec tardivement quelques fermes. Il n'y avait pas de domaines seigneuriaux, de sorte que l'on ne dispose guère de sources écrites de cette époque, les premières mentions remontent à la fin du XVIIIe siècle. Sous l'administration française du Grand-duché de Berg, le village de « Moersenbruch » est cité parmi les localités appartenant au canton de Düsseldorf. Stahl, dans sa description du Regierungsbezirk de 1817, mentionne pour Düsseldorf aussi Mörsenbroich avec 348 habitants.
Dans une étude de 1836 sur les localités de l'arrondissement et de la ville de Düsseldorf, Mörsenbroich est cité comme village appartenant au territoire de Düsseldorf-Derendorf. À cette époque, Mörsenbroich compte 347 habitants et comprend, outre le village, les hameaux "An der Linde" (4 maisons avec 21 habitants), "An den Wegen" (3 maisons avec 17 habitants) et "Am Schein" (4 maisons avec 39 habitants) ainsi que cinq Kothen.
Dans les publications officielles de la ville de Düsseldorf Mörsenbroich est plus fréquemment cité à partir du milieu du XIXe siècle, en particulier pour le marché immobilier.
Le quartier donne son nom à l'« œuf de Mörsenbroich » (Mörsenbroicher Ei), une intersection où se croisent entre autres les Bundesstraße 1, 7 et 8 et la bretelle d'accès à l'autoroute A 52. L'« œuf » fait référence à un projet — jamais réalisé — de 1955 pour construire une voie surélevée ovale au-dessus de l'intersection afin de faciliter la circulation.

## Galerie

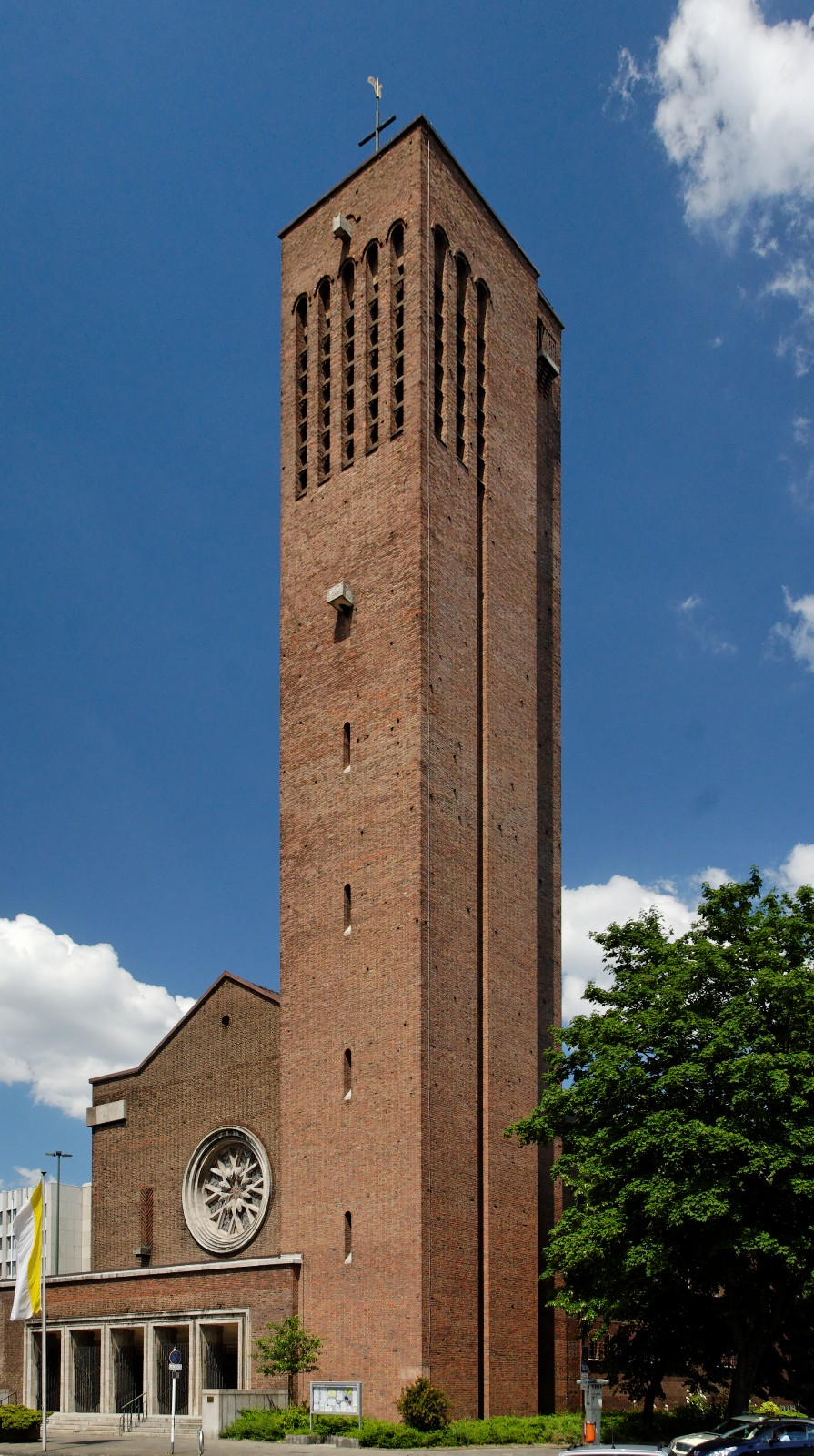
Église catholique Saint-François-Xavier.
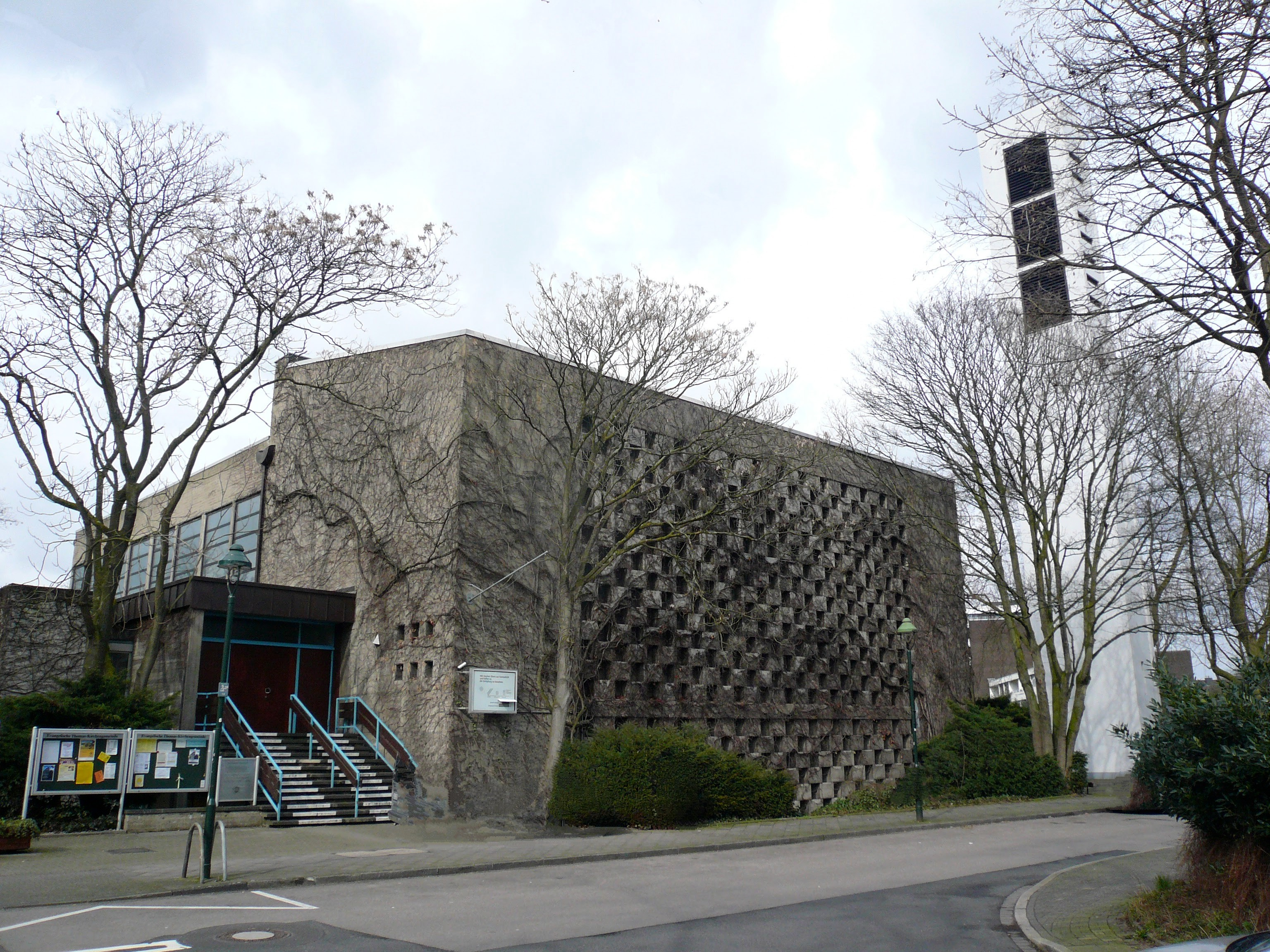
Église catholique Saint-Thomas.
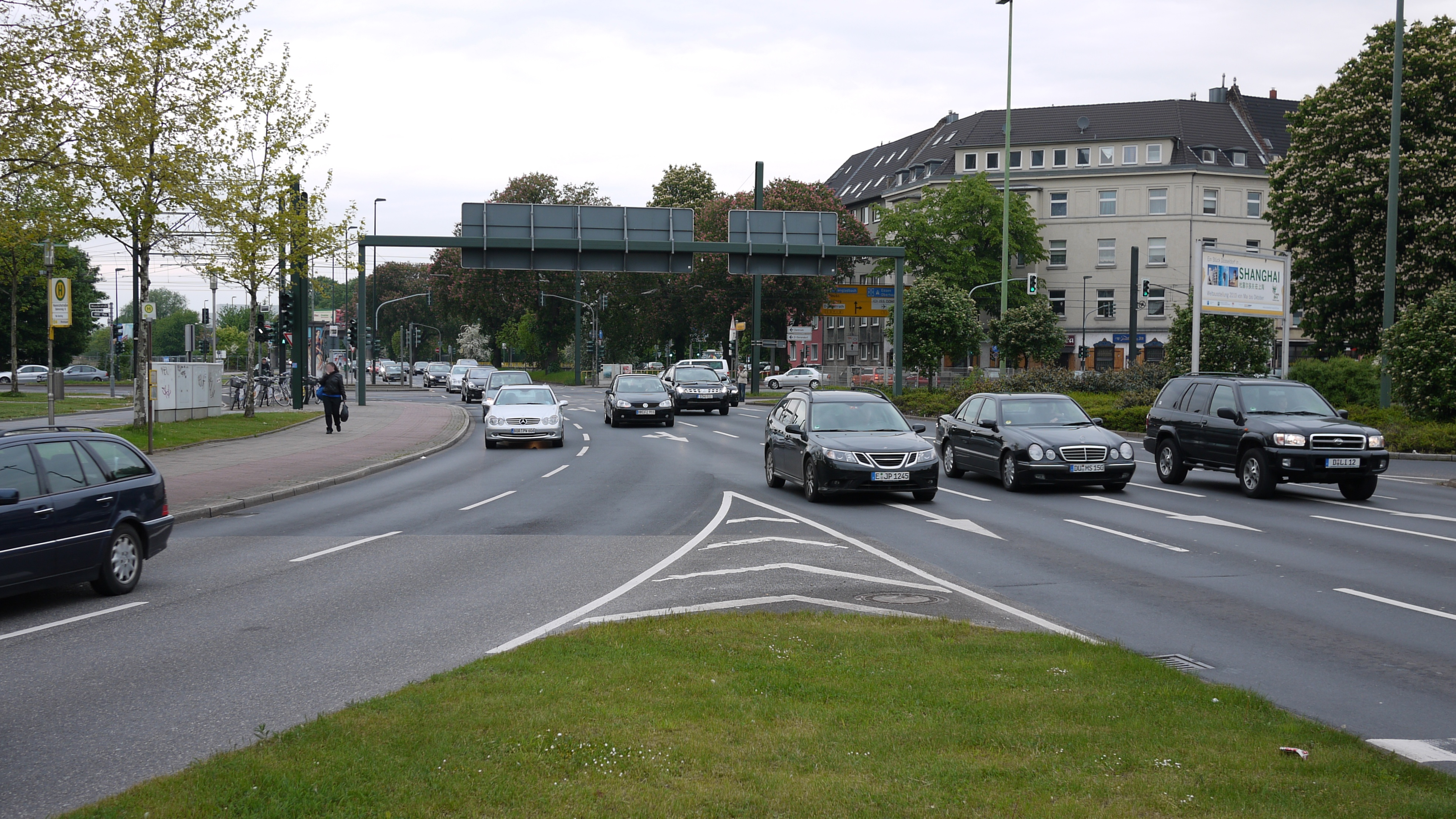
L'« œuf de Mörsenbroich », une des intersections routières les plus fréquentées d'Allemagne.

## Transport
Les lignes de tramway U71 et 701 traversent le quartier et le relient au centre-ville. À la frontière avec le quartier de Düsseltal se trouve le terminus de la ligne 708 qui dessert la gare centrale de Düsseldorf. À l'est du quartier, à la limite de Grafenberg, circule également la ligne U72. Au nord, à la limite Rath/Mörsenbroich se trouve l'arrêt Düsseldorf-Rath Mitte de la S-Bahn S6.